# 파우스트 (괴테)

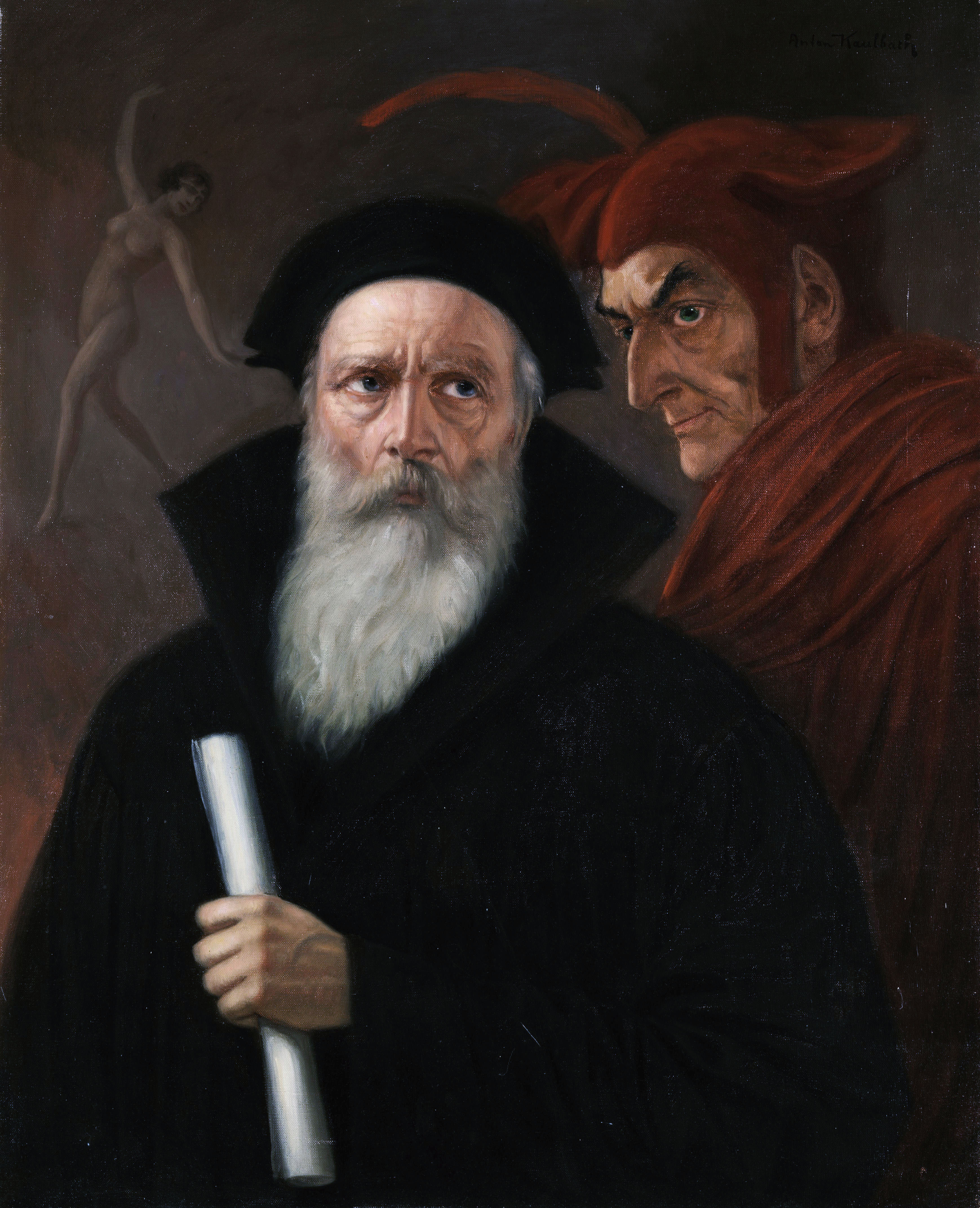

《파우스트》(독일어: Faust)는 요한 볼프강 폰 괴테의 2부로 이루어진 희곡이다. 1부에서는 게르만적인 요소를 바탕으로 하여 파우스트 박사가 악마인 메피스토펠레스에게 영혼을 팔아 여러 가지 일들을 겪는 과정들이 들어 있고 2부에서는 서구문명 전통의 그리스적인 요소들을 이용하여 인간의 구원의 문제를 폭넓게 탐구하였다.

## 개요
1772년 산문의 장면인 〈흐린날 들판〉의 집필로 시작되어 그 후 시인의 사망 직전까지 장장 60년에 걸쳐 그 완성까지 〈초고(初稿) 파우스트〉(1775, 1871 사본발견), 〈단편 파우스트〉(1790), 〈파우스트 제1부〉(1808) 및 〈파우스트 제2부〉(1832)의 4단계를 경과하여 지어졌다.
‘파우스트’란 르네상스기에 실재한 마법사(1480~1538)의 이름인데, 이를 핵심으로 16~17세기에 그 전설을 전하는 ‘민중소설’이 유포되어 이를 상연하는 극단이나 인형극이 탄생하였다. 괴테는 소년시절부터 이 이야기에 친숙하였고, 이를 소재로 이용하여 만일 인간이 외적인 속박을 받지 않고 마음껏 자기의 의욕을 실현할 수 있다면 결국 어떠한 결과에 도달하는가를 묘사하고, 비록 이 세상의 죄는 범할지라도 내연적(內燃的)인 자기 확충의 충동에 따라서 행동하는 자는 그의 심정과 행동의 순수성으로 해서 신에게 용납된다는 반기독교적인 확신을 표시하며 구원의 계기에 유화적인 여성의 사랑을 삽입시키고 있다.
괴테의 〈파우스트〉는 독일문학의 최고 걸작으로 평가되기도 한다.

## 내용
천국에서 악마 메피스토펠레스는 하나님과 내기를 하는데, 모든 것을 배우려고 노력하는 하나님이 가장 아끼는 인간인 파우스트를 의로운 일에서 벗어나게 꾀어낼 수 있다고 말한다.
다음 장면은 파우스트의 서재에서 과학, 인문, 종교적 학문의 허영에 절망한 파우스트가 무한한 지식을 위해 마법으로 눈을 돌리는 장면이다. 그러나 그는 자신의 시도가 실패하고 있다고 의심하고 있다. 좌절감에 빠진 그는 자살을 고민하지만 부활절 기념행사의 메아리가 시작되는 것을 들으며 이를 거부한다. 그는 그의 조수 바그너와 산책을 하고 길 잃은 푸들에 의해 집으로 따라간다.
파우스트의 연구에서 푸들은 메피스토펠레스로 변하고, 파우스트는 그와 계약을 맺는다. 메피스토펠레스는 파우스트가 이 땅에 있는 동안 원하는 모든 것을 할 것이고, 그 대가로 파우스트는 지옥에서 악마를 섬길 것이다. 파우스트는 메피스토펠레스가 주는 모든 것에 만족한다면 영원히 그 순간에 죽고 말 것이라고 약속한다.
메피스토펠레스가 파우스트에게 피로 서약서에 서명하라고 하자 파우스트는 메피스토펠레스가 그의 명예로운 말을 믿지 않는다고 불평하며 자신의 피 한방울을 흘려 계약서에 서명한다. 파우스트는 여행을 몇 번 하다가 마가렛(그레트헨이라고도 함)을 만난다. 메피스토펠레스는 이웃 마르테의 도움을 받아 그레트헨을 파우스트의 품으로 끌어안는다. 메피스토펠레스의 도움으로 파우스트는 그레트헨을 유혹한다. 그레트헨의 어머니는 수면제 때문에 죽는다. 그레트헨은 자신이 임신한 것을 알게 된다. 그레트헨의 오빠는 파우스트를 비난하고 그에게 도전했다가 파우스트와 메피스토펠레스에게 죽임을 당한다. 그레트헨은 그녀의 사생아를 익사시키고 살인죄로 유죄 판결을 받는다. 파우스트는 그레트헨을 감옥에서 풀어주려고 시도함으로써 죽음으로부터 그레트헨을 구하려고 한다. 파우스트와 메피스토펠레스는 탈출을 거부한 채 지하감옥에서 탈출하고, 하늘에서는 그레트헨이 구원받았다고 한다.
고전적인 암시가 풍부한 파우스트 2부에서 첫 번째 파우스트의 로맨틱한 이야기는 제쳐두고 파우스트는 요정의 들판에서 깨어나 새로운 모험과 목적의 순환을 시작한다. 이 작품은 각각 다른 주제를 나타내는 5막으로 구성되어 있다. 결국 파우스트는 천국에 간다.

## 파우스트를 근거로 한 음악 작품들
- 프란츠 슈베르트의 가곡 실을 잣는 그레트헨 D.118
  - 이 밖에도  D.126, 367, 440, 564도 같은 작품을 근거로 한 것이다.
- 로베르트 슈만의 오라토리오 '괴테의 파우스트로부터의 장면'(1844~53)
- 엑토르 베를리오즈의 파우스트의 겁벌(1846)
- 프란츠 리스트의 파우스트 교향곡 (1857)
- 샤를 구노의 오페라 파우스트(1859)
- 아리고 보이토의 오페라 메피스토펠레(1868; 75)
- 사라사테 파우스트의 회상 (1865추정)
- 사라사테의 파우스트 판타지 (1874)
- 모테스트 무소륵스키의 가곡 벼룩의 노래(1879, 러시아어 번역 사용)
- 구스타프 말러의 교향곡 8번의 제2부(1906)
- 페루초 부소니의 오페라 파우스트 박사(1916)

## 서지 정보
- 장희창 옮김, 을유문화사, 2015년 3월 30일

## 같이 보기
- 메피스토펠레스

## 참고 자료
- 이 문서에는 다음커뮤니케이션(현 카카오)에서 GFDL 또는 CC-SA 라이선스로 배포한 글로벌 세계대백과사전의 내용을 기초로 작성된 글이 포함되어 있습니다.